# Дивиденда
Дивиденда је део профита којег акционар наплаћује на основу своје акције а чију висину одређује скупштина акционара или одбор предузећа у зависности од резултата предузећа и у складу са правилима акционарског друштва. Обично се утврђује у проценту од вриједности акције, а тај проценат се мијења у зависности од оствареног пословног резултата.
Када корпорација изрази добит или ванредни вишак, тај новац се може употријебити на два начина: он се може наново инвестирати у посао (што се назива задржаном добићу), или може бити исплаћен дионичарима као дивиденда. Многе корпорације задржавају дио свог добитка и исплаћују остатак као дивиденду.
У дионичком друштву, дивиденда се распоређује као фиксни износ по дионици, тако да сваки дионичар добија дивиденду пропорционално свом учешћу у власништву. Исплата дивиденди за дионичко друштво не представља расход, већ расподјелу активе међу дионичарима. Компаније чијим се дионицама јавно тргује обично исплаћују дивиденде по фиксном календару, али оне могу објавити дивиденду и ван овог распореда, и таква дивиденда се назива ванредном дивидендом ради разликовања од редовне дивиденде. Кооперативе, са друге стране, распоређују дивиденде према активности чланова, тако да се њихове дивиденде често сматрају претпореским расходом.
Дивиденде се обично исплаћују у новцу, као плаћање од компаније дионичару. Оне могу бити и других облика, на примјер у износу за куповину у радњи (чест случај међу потрошачким кооперативама) или у дионицама компаније (било новоиздатим дионицама или постојећим дионицама купљеним на тржишту). Такође, у свету, многе компаније чијим се дионицама јавно тргује нуде планове за реинвестирање дивиденди, који за дионичара аутоматски купују додатне дионице од примљених готовинских дивиденди.

## Етимологија
Ријеч „дивиденда“ потиче од латинске речи dividendum, што значи „ствар за диобу међу свима“.

## Дивиденде дионичких друштава
У случају дионичких друштава, дивиденде се брзо расподељују као фиксни износ по дионици, тако да дионичар прима дивиденду пропорционално свом учешћу у власништву.

### Облици плаћања
Дивиденде у новцу (готовинске или кеш дивиденде) су најчешћи облик дивиденде и плаћају се чеком, готовином, дознаком, директним депозитом или сличним новчаним инструментом. Овакве дивиденде су облик инвестиционог прихода и обично представљају опорезиви приход за примаоца у пореској години у којој су исплаћене. Дивиденде у новцу представљају најуобичајенији облик подјеле корпоративних прихода са дионичарима компаније. Исплаћује се објављени износ новца за сваку дионицу у власништву; на примјер, уколико особа посједује 100 дионица и готовинска дивиденда је 25 динара по дионици, особи ће бити издат чек на 2500 динара.
Капиталне (или скрип) дивиденде су дивиденде које се исплаћују у облику додатних дионица у власничком капиталу издавајуће корпорације, или друге корпорације (на примјер супсидијарне корпорације). Оне се обично издају пропорционално броју дионица у власништву; на примјер, уколико је објављена капитална дивиденда од 5%, за сваких 100 дионица у власничком капиталу биће издато 5 додатних дионица). Уколико ова исплата укључује издавање нових дионица, ефекат овог поступка је врло сличан расцјепу дионица, пошто он повјећава укупан број дионица, смањујући притом цијену сваке дионице и на тај начин не мијења тржишну капитализацију или укупну вриједност дионица у власништву (види и разводњавање дионица).
Дивиденде у добрима или дивиденде in specie (лат. „у истој врсти“) су дивиденде које се исплаћују у облику активе издавајуће корпорације или друге корпорације, попут супсидијарне корпорације. Оне су релативно ријетке и најчешће представљају хартије од вриједности других компанија у власништву издаваоца, мада могу бити и у другим облицима, као што су производи или услуге.
Друге дивиденде могу бити коришћене у структурираним финансијама. Финансијска актива са познатом тржишном вриједношћу се може расподијелити у облику дивиденди; тако се понекад дијеле варанти. У случају великих компанија са супсидијарним јединицама, дивиденде често могу бити у облику дионица супсидијарне компаније. Честа техника за издвајање компаније из њене компаније-родитеља јесте да се дионице у новој компанији расподјеле дионичарима старе компаније. Новим дионицама се затим може независно трговати.

### Датуми
Сваки пут када се дивиденде исплаћују, њих мора „објавити“, односно одобрити, скупштина акционара или борд директора компаније. У случају компанија чијим се дионицама јавно тргује, постоји неколико важних датума везана за сваку исплату дивиденде.
Датум објаве је датум када скупштина односно борд директора објави своју намјеру да исплати дивиденду. Овог датума, створено је задужење компаније и ово задужење се рачуноводствено бележи у финансијским књигама компаније; компанија сада дугује новац дионичарима. На датум објаве, биће такође објављен и датум уписа и датум исплате.
Са-дивидендом датум, један дан трговања прије без-дивиденде датума, јесте посљедњи дан када се за дионицу каже да је са дивидендом. Другим ријечима, постојећи власници дионичког капитала и свако ко га купи овог датума ће примити дивиденду, док ће сви који свој удио у власничком капиталу продају до и укључујући овај датум изгубити своје право на дивиденду. Након овог датума, дионички капитал постаје екс дивиденде.
Без-дивиденде (или екс-дивиденде) датум је датум када све дионице које се купују и продају више не носе са собом право исплате најскорије проглашене дивиденде. У САД, без-дивиденде датум је типично 2 дана трговања прије датума уписа. Ово је важан датум за сваку компанију са великим бројем дионичара, укључујући и оне чијим се дионицама тргује на берзама, јер олакшава поравнавање тога коме треба исплатити дивиденду. Постојећи власници дионица ће добити дивиденду чак и ако сада продају дионицу, док они који сада купе удио у власничком капиталу неће примити дивиденду. Релативно је уобичајено да цијена дионице опадне на без-дивиденде датум за износ који је отприлике једнак износу дивиденде која ће бити исплаћена. Ово одражава смањење активе компаније које је исходовало из објаве дивиденде. Компанија не подузима никакве посебне кораке за прилагођавање цијене; на ефикасном тржишту, купци и продавци ће аутоматски ово укључити у цијену.
Када год компанија објави исплату дивиденде, она такође објављује и датум затварања књига, што је датум на који ће компанија (идеално) привремено затворити своје власничке књиге за свеже трансфере власничког капитала.
Дионичари који прописно упишу своје власништво на или прије датума уписа, а који тиме постају уписани дионичари, ће примити дивиденду. Дионичари који нису регистровани овог датума неће примити дивиденду. Регистрација је у већини земаља есенцијално аутоматска за дионице купљене прије екс-дивиденде датума.
Датум исплате јесте дан када се дионичарима заправо шаљу чекови са дивидендама, приписују новчани износи на брокерске рачуне, и слично.

### Планови за реинвестирање дивиденди
Неке компаније имају планове за реинвестирање дивиденди (енгл. dividend reinvestment plan, DRIP). Ови планови омогућавају дионичарима да систематски купују мале износе власничког капитала, обично без или са малом провизијом, а каткад и са маленим попустом. Планови за реинвестирање дивиденди дозвољавају власништво „децималних“ дионица (односно дијелова цијелих дионица), а дионичари могу додатне дионице куповати добровољним периодичним уплатама, као и бирањем да исплате дивиденди аутоматски користе за куповину нових дионица. У ријетким случајевима, дионичар може бити изузет од плаћања пореза на реинвестиране дивиденде, али се у највећем броју случајева исплаћене и реинвестиране дивиденде третирају као опорезиви приход у години када су исплаћене.

### Опорезивање и погледи на дивиденде
Компанија приликом расподјеле добити води политику дивиденди одрјеђивањем дијела добити коју ће исплатити у облику дивиденди. Управа и борд могу бити вјеровања да је новац најбоље реинвестирати у компанију: у истраживања и развој, капиталне инвестиције, ширење, итд. Заговорници оваквог приступа истичу да управи компаније која је склона враћању добити дионичарима вјероватно недостаје идеја за будућност компаније. Међутим, неке студије су показале да компаније које исплаћују дивиденде имају виши будући раст добити, наговјештавајући да исплате дивиденди могу бити показатељи увјерености у раст добити и довољне профитабилности за финансирање будућег ширења. Један од разлога (али далеко од јединог) због којих компанија може вратити добит дионичарима кроз дивиденде јесте ако компанија не вјерује да на реинвестирани капитал може зарадити повраћај на инвестирани капитал већи од оног за који вјерује да је непосредно расположив њеним дионичарима; тако су, на примјер, међу најиздашнијим платишама дивиденди традиционално и компаније са малим капиталним улагањима и ограниченим могућностима за ширење, попут дуванских компанија.
Када се дивиденде исплаћују, појединачни дионичари у многим земљама су изложени двоструком опорезивању: наиме, компанија плаћа влади порез на добит кад заради било коју добит (што укључује и износ дивиденди), а затим, када се дивиденда исплати, појединачни деоничар плаћа порез на приход на исплаћену дивиденду. У многим земљама, пореска стопа на приход од дивиденди је нижа од пореске стопе која се примјењује на друге облике прихода како би се компензовао порез плаћен на нивоу корпорације. Са друге стране, корпоративни дионичари често не плаћају порез на дивиденде, јер је порески режим осмишљен тако да корпоративни приход (за разлику од прихода појединаца) опорезује само једном. У таквом систему, такав дионичар ће једино платити порез на капиталну добит (која се често опорезује по стопи нижој од редовних прихода) само када дионичар одлучи да прода дионице.
Опорезивање дивиденди се често користи као оправдање за задржавање добити, или за спровођење откупа дионица, што је поступак у којем компанија откупљује назад удјео у власничком капиталу, чиме увјећава вриједност по дионици власничког капитала који је и даље издат у облику дионица. Један поглед на откуп дионица јесте да се овиме политика дивиденди препушта појединачном дионичару, који може одлучити да прода процентуални удео свог власништва (које након откупа вриједи више) и тако добије готовински приход задржавајући пријетходну вриједност својег удјела. Уколико власник дионица приликом откупа не прода извјесни дио својег удјела у власничком капиталу, цијена његових дионица би требало да порасте, али је порез на овај добитак одгођен све до продаје дионица.
Неки облици специјализованих инвестиционих компанија, као што су инвестициони трастови за некретнине у САД, дозвољавају дионичару да дјелимично или потпуно избјегне двоструко опорезивање дивиденди. Дионичари у компанијама које не исплаћују или исплаћују мале дивиденде могу погодовати од добити компаније када продају свој дионички удео, или приликом нестајања компаније када се, након исплате поверилаца, сва њена актива ликвидира и дијели међу дионичарима. Исплата дивиденде може повисити захтјеве за позајмљивање, односно левериџ, компаније.

### Метрике и поузданост дивиденди
Принос кроз дивиденде је основна метрика везана за дивиденде и рачуна се дијељењем дивиденде компаније тренутном цијеном дионице. Принос могу употребљавати дионичари који инвестирају ради приноса као мјеру текућег приноса који добијају на свој инвестирани новац.
Двије метрике се често користе ради процјене одрживости политике дивиденде у некој компанији: однос исплате и покриће дивиденде.
Однос исплате се рачуна дијељењем дивиденде компаније њеном добити по дионици. На примјер, однос исплате преко 1 означава да компанија исплаћује више у дивидендама него што је зарадила те године.
Покриће дивиденде се рачуна дијељењем готовинског тока из операција компаније њеном дивидендом.

## Друге корпоративне дивиденде

### Кооперативе
Кооперативна предузећа могу задржати своју добит, или могу расподјелити њен дио или цијелу добит као дивиденде својим члановима. Она расподјељују дивиденде сразмерно активности својих чланова, радије него сразмерно вриједности удјелу чланова у власништву. Због тога се дивиденде кооператива често третирају као претпорески расходи.
Потрошачке кооперативе расподјељују дивиденде према пословању својих чланова са копперативом. На примјер, кредитна унија ће платити дивиденду која представља камату на штедишин улог. Кооперативни ланац малопродајних радњи може вратити проценат куповина члана од кооперативе, у облику готовине, износа за потрошњу у радњи, или удјела у власништву. Овај облик дивиденде се понекад назива муштеријином дивидендом или муштеријиним повраћајем.
Произвођачке кооперативе, као што су радничке кооперативе, расподјељују дивиденде према доприносу својих чланова, као што је број часова колико су радили или њихова плата.

### Трастови
У случају инвестиционих трастова за некретнине и трастова накнади, расподјеле које се исплаћују ће често бити значајно веће од зараде компаније. Ово може бити одрживо зато што рачуноводствена добит не региструје могући раст вредности некретнина у поседу и резерви ресурса. Уколико нема економског повећања вриједности активе компаније, тада ће вишак расподјеле (или дивиденде) представљати повраћај капитала, и књиговодствена вриједност компаније ће бити умањена за једнак износ. Ово може исходовати капиталном добићу, која може бити опорезована другачије него дивиденде које представљају расподјелу добити.

### Узајамне организације
Расподјела добити у случају узајамних организација се такође разликује од дионичких друштава, иако се може називати дивидендом и бити или не бити у уобичајеном облику.
На примјер, у случају узајамног осигурања у Сједињеним Државама, расподјела добити носиоцима укључених полиса животног осигурања се назива дивидендом. Ову добит стварају инвестициони приходи општег налога осигуравајућег друштва, у који се инвестирају премије и из којег се исплаћују одобрени одштетни захтјеви. Дивиденде се могу користити да се умање премије, или да се увећа готовинска вриједност полисе. У Уједињеном Краљевству, предајна вриједност полисе-са-профитима се увјећава за бонус, који такође служи за расподјелу добити. Дивиденде и бонусе полиса животног осигурања, иако су они типични за узајамно осигурање, плаћају и неке осигуравајуће куће које су дионичка друштва.
Исплате дивиденди осигурања нису ограничене само на полисе животног осигурања. На примјер, Стејт фарм компанија за узајамно ауто осигурање, општа осигуравајућа кућа, може расподијелити дивиденде својим носиоцима полиса ауто осигурања.